# Flux Pavilion

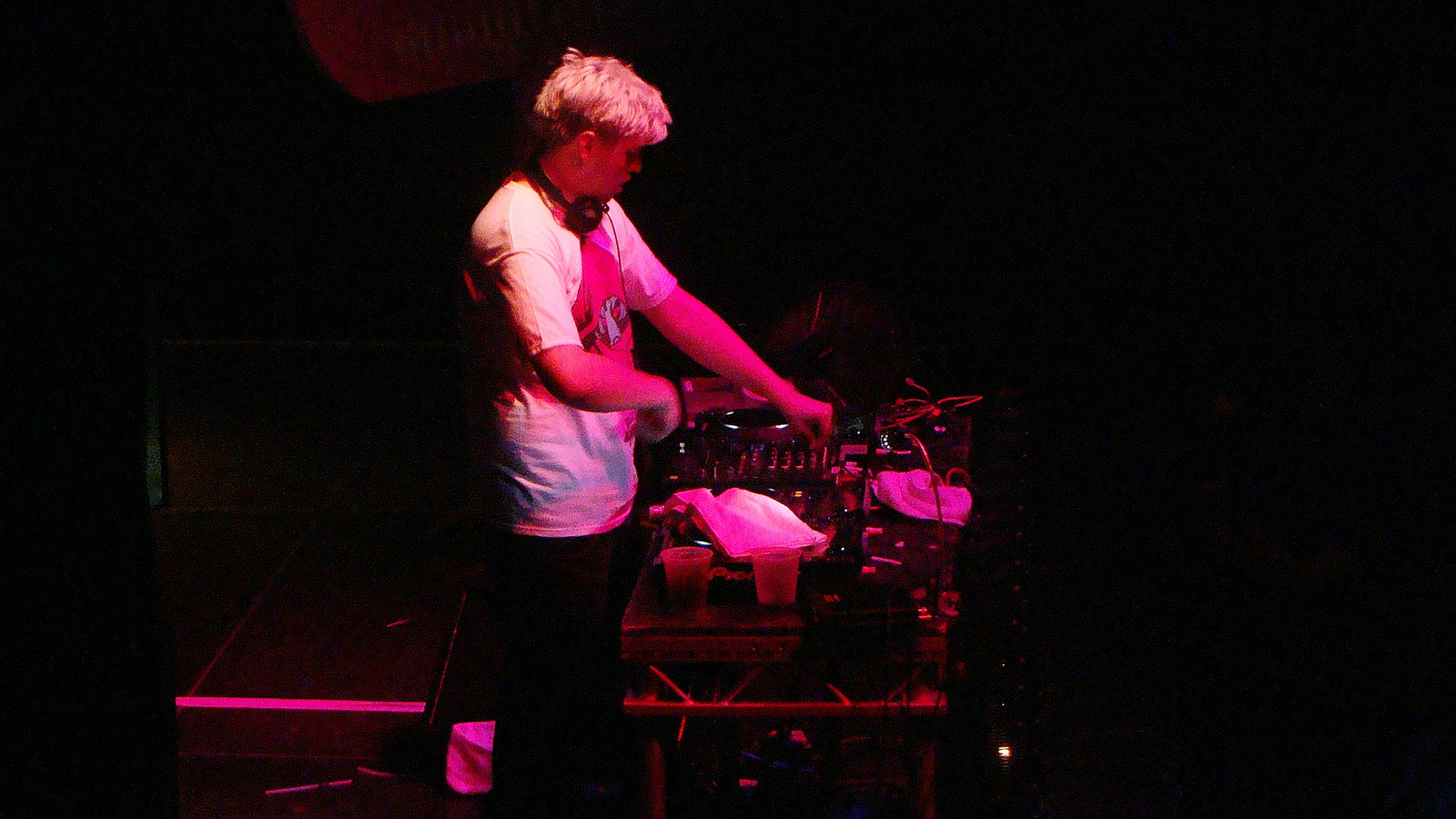
Flux Pavilion en 2012

Flux Pavilion, né Joshua Steele le 15 janvier 1989 à Towcester, est un compositeur, producteur de musique, chanteur et DJ britannique. Cofondateur du label Circus, il fait partie des artistes phares de la scène dubstep, notamment connu pour certains singles tels que I Can't Stop ou Bass Cannon.

## Biographie
Joshua Steele est né le 15 janvier 1989 dans le Midlands de l'Est en Angleterre. Il co-fonde avec son ami d'enfance Doctor P, DJ Swan-E et Earl Falconer (du groupe UB40), le label Circus en 2009, label spécialisé au genre musical du dubstep et de ses sous-genres / genres similaires (drum n' bass, moombahcore, brostep…). Il se fait connaître du grand public à partir des années 2010 pour son single Bass Cannon mais également pour sa chanson I Can't Stop. Ses principales influences d'après lui sont The Prodigy et Rusko. 
Joshua est également l'interpréteur de quelques-unes de ses musiques comme Voscillate, Starlight et The Scientist mais aussi pour d'autres artistes. Deux de ses musiques font partie du jeu vidéo SSX et du film Gatsby le Magnifique. Le 28 janvier 2013 sort son album Blow the Roof, EP qui a reçu un accueil généralement favorable par la critique. Une de ses chansons, Double Edge, est sélectionnée pour faire partie de la tracklist du jeu vidéo Need for Speed: Most Wanted.
À la fin de cette même année sort son EP , Freeway , dans lequel y figure des pistes en collaboration avec des artistes tels que Steve Aoki ou encore Dillon Francis. En 2014, son remix de Recess de Skrillex et Kill The Noise (en featuring Fatman Scoop et Mickael Angelakos) se voit figurer dans la tracklist de l'album regroupant les autres remixes du même morceau, aux côtés de Milo & Otis , Valentino Khan et Ape Drums.
Après environ deux années sans album, Flux Pavilion sort le single International Anthem en featuring avec Doctor en mai 2015, qui est à la fois le premier single des deux dernières années et le premier single de son futur album Tesla, à être dévoilé. Tesla finira par sortir le 18 septembre 2015, étant plus expérimental et moins « dubstep » que ses précédents EP ou albums, recevant tout de même lui aussi des critiques positives. 
Fin 2015, il rentre dans le classement des meilleurs disc-jockeys de DJ Magazine en se classant 86e. 
En outre, Flux Pavilion fait un caméo dans la série télévisée Arrow, mixant sa chanson Blow the Roof (issue de l'album au même nom) aux platines d'une boite de nuit.

## Discographie

### Albums

#### Tesla[1](18 septembre 2015)
1. Tesla Theme (1:10)
2. Vibrate (3:53)
3. We Are Creators (avec Soulsonic Force) (3:42)
4. Never See The Light (3:52)
5. International Anthem (featuring Doktor) (3:56)
6. Shoot Me (featuring Big Voyage & Jakk city) (3:16)
7. What You Gonna Do About It (3:53)
8. Pogo People (4:13)
9. Emotional (featuring Matthew Koma) (3:55)
10. Feels Good (featuring Tom Cane) (3:48)
11. Who Wants To Rock (featuring Riff Raff) (3:39)
12. I Got Something (4:01)
13. Ironheart (featuring BullySongs) (3:22)

### EPs
Boom EP (avec Excision (musicien) et Datsik) (15 janvier 2009)
1. Boom
2. Calypso
3. Game Over
4. Crunch

Nuke'Em EP (avec Datsik, Tom Encore et Redline) (21 avril 2009)
1. Nuke'Em
2. Retreat
3. Take That
4. Jig
5. Signs of life
6. Altered States

Lines in Wax (11 octobre 2010)
1. Lines in Wax (avec Foreign Beggars)
2. Hold me close
3. I Can't Stop
4. Haunt You

Blow the Roof (28 janvier 2013)
1. OneTwoThree (Make your Body)
2. The Sciensist
3. Double Edge
4. Blow the Roof
5. I Feel it
6. I Still Can't Stop
7. Do or Die (avec Childish Gambino)
8. Starlight

Freeway EP (11 novembre 2013)
1. Steve French (avec Steve Aoki)
2. Gold Love (avec Rosie Oddie)
3. I'm the one (avec Dillon Francis)
4. Freeway
5. Mountains And Molehills (avec Turin Brakes)

### Singles
- 2010 : I Can't Stop
- 2011 : Bass Cannon
- 2011 : Frozen
- 2011 : Jump Back (avec SKism et Foreign Beggars)
- 2011 : Superbad (avec Doctor P)
- 2012 : Daydreamer (avec Example)
- 2012 : Jah no Partial (avec Major Lazer)
- 2013 : Do or Die (avec Childish Gambino)
- 2013 : Gold Teeth (avec dan le sac vs. Scoobius Pip)
- 2016 : Feel Your Love (avec NGHTMRE et Jamie Lewis)
- 2016 : Cannonball (avec SNAILS)
- 2017 : Let's Get It
- 2017 : Pull the Trigger (avec Cammie Robinson)
- 2017 : Cut Me Out (avec Turin Brakes)
- 2017 : Stain (avec Two-9)
- 2017 : Saxophone Doom (avec Jace et Curtis Williams)
- 2018 : Symphony (avec Layna)
- 2018 : Party Starter (avec Eliminate)